# بهتر (ترانه زین)
«بهتر» (انگلیسی: Better) ترانه‌ای از خواننده و ترانه‌نویس انگلستانی زین ملک است. این ترانه در ۲۵ سپتامبر ۲۰۲۰ از طریق آرسی‌ای رکوردز به عنوان تک‌آهنگ لید سومین آلبوم استودیویی‌اش نیست گوش شنوا (۲۰۲۱) منتشر شد. موزیک ویدئوی «بهتر» به کارگردانی رایان هوپ و به همراه ترانه منتشر شد.

## تبلیغ
در ۲۳ سپتامبر ۲۰۲۰، زین در یک ویدئوی تیزر کوچک، که شامل یک کلیپ کوچک از آغاز موزیک ویدیو رسمی است، «بهتر» را به نمایش گذاشت.

## جدول‌ها
| جدول (۲۰۲۰)                    | بالاترین موقعیت |
| ------------------------------ | --------------- |
| استرالیا (ای‌آرآی‌ای)            | ۸۹              |
| کانادا (۱۰۰ تک‌آهنگ داغ کانادا) | ۵۹              |
| ایرلند (ایرما)                 | ۵۶              |
| سوئد (فهرست برترین‌های سوئد)    | ۵۱              |
| تک‌آهنگ‌های بریتانیا (اوسی‌سی)    | ۵۸              |
| بیلبورد هات ۱۰۰ ایالات متحده   | ۸۹              |